# گس بروله

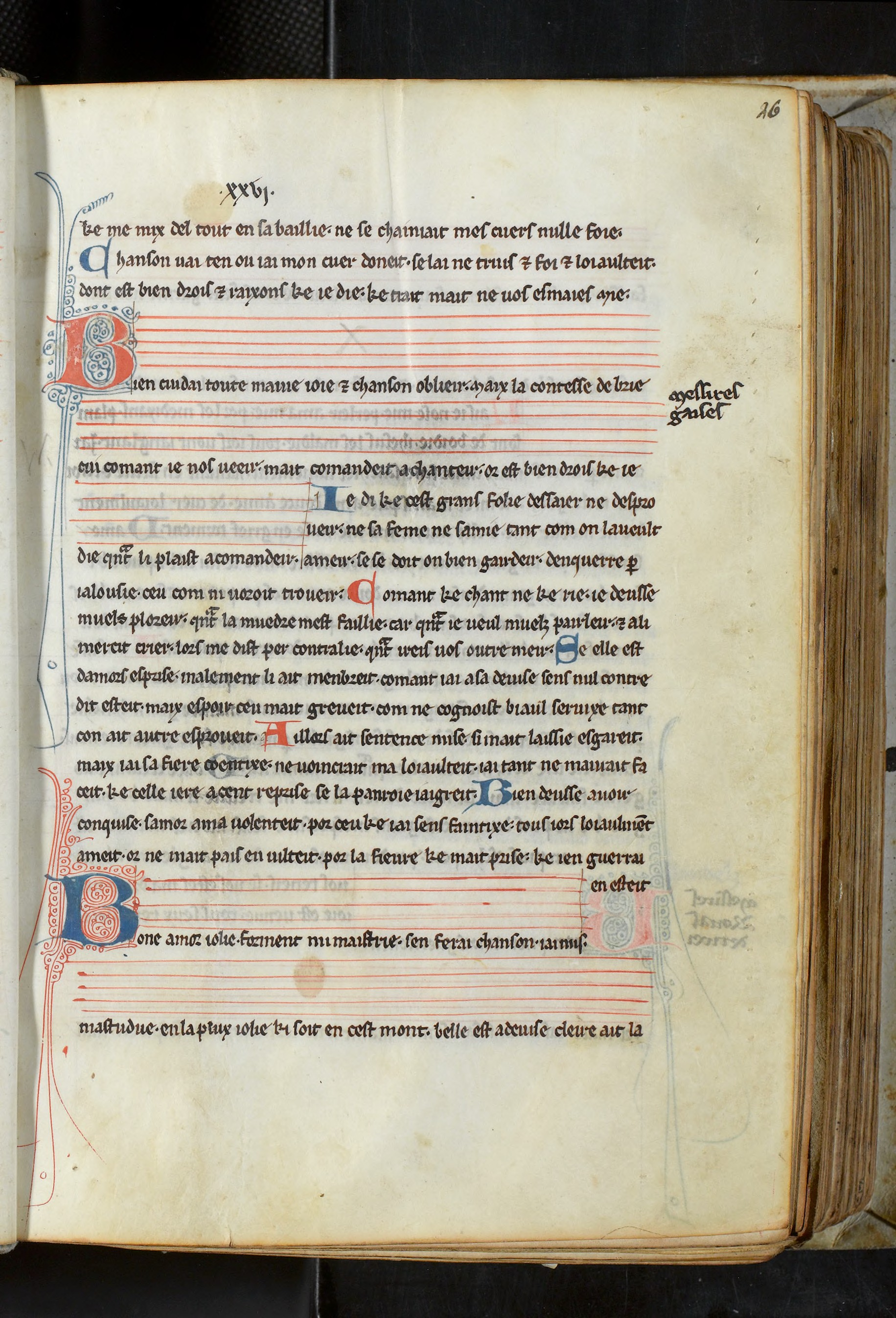
کتاب گس بروله

گس بروله (به فرانسوی: Gace Brulé) شاعر قرن دوازدهم میلادی اهل فرانسه است.